# Paratryphera yichengensis
Paratryphera yichengensis là một loài ruồi trong họ Tachinidae.